# Osmoy (Cher)
Osmoy ist eine französische Gemeinde mit 271 Einwohnern (Stand: 1. Januar 2022) im Département Cher in der Region Centre-Val de Loire. Sie gehört zum Kanton Avord (bis 2015: Kanton Baugy) und zum Gemeindeverband Communauté de communes La Septaine. Die Einwohner werden Osmoyens genannt.

## Geografie
Osmoy liegt im Berry etwa neun Kilometer östlich von Bourges. Umgeben wird Osmoy von den Nachbargemeinden Saint-Germain-du-Puy im Norden und Nordwesten, Moulins-sur-Yèvre im Norden, Nohant-en-Goût im Nordosten, Savigny-en-Septaine im Osten und Südosten, Soye-en-Septaine im Süden sowie Bourges im Westen.

## Bevölkerung
| Jahr      | 1793 | 1800 | 1872 | 1906 | 1931 | 1936 | 1946 | 1954 | 1962 | 1968 | 1975 | 1982 | 1990 | 1999 | 2006 | 2013 |
| --------- | ---- | ---- | ---- | ---- | ---- | ---- | ---- | ---- | ---- | ---- | ---- | ---- | ---- | ---- | ---- | ---- |
| Einwohner | 381  | 311  | 246  | 262  | 184  | 238  | 260  | 339  | 220  | 264  | 228  | 210  | 265  | 288  | 204  | 270  |

## Sehenswürdigkeiten
- Domäne La Grand Métairie
- Mühle von Rochy